# رئيس اتحاد البوسنة والهرسك
يُعد رئيس اتحاد البوسنة والهرسك (بالبوسنوية: Predsjednik Federacije Bosne i Hercegovine)‏ رئيس السلطة التنفيذية للاتحاد، وتدوم فترة الولاية الواحدة في هذا المنصب 4 سنوات. أُنشئ هذا المنصب في مارس 1994.
يتم انتخاب رئيس اتحاد البوسنة والهرسك من خلال عدة مراحل. عند انتخاب الرئيس ونائبيه، يجوز لثلث مندوبي الكُتل الثلاثة في مجلس الشعب، أي البوشناق أو الكروات أو الصرب، على الأقل ترشيح 3 أشخاص لمنصب الرئيس ونائبيه. بعد ذلك، يجب أولا أن يُوافق أعضاء مجلس النواب على هذه الترشيحات، ومن تم يُقر أعضاء مجلس الشعب في مسألة تأكيد قرار مجلس النواب، حيث تحتاج هذه الترشيحات لأغلبية أصوات جميع الكتل الثلاثة لكي تُعتمد.
يمكن إقالة الرئيس من منصبه بعد موافقة المحكمة الدستورية الاتحادية على طلب من برلمان اتحاد البوسنة والهرسك [الإنجليزية]. قبل إرسال الطلب، يتعين على ثلثي أعضاء البرلمان التصويت لصالحه.